# Râul Coșeana
Râul Coșeana este un curs de apă, afluent al râului Repedea. Râul se formează la confluența brațelor Roșia și Funicel

## Hărți
- Harta Munții Lotrului  Arhivat în 6 mai 2008, la Wayback Machine.
- Harta Munții Latoriței  Arhivat în 10 iunie 2008, la Wayback Machine.